# Doppsko

Svärdsskidans doppsko är märkt 10.

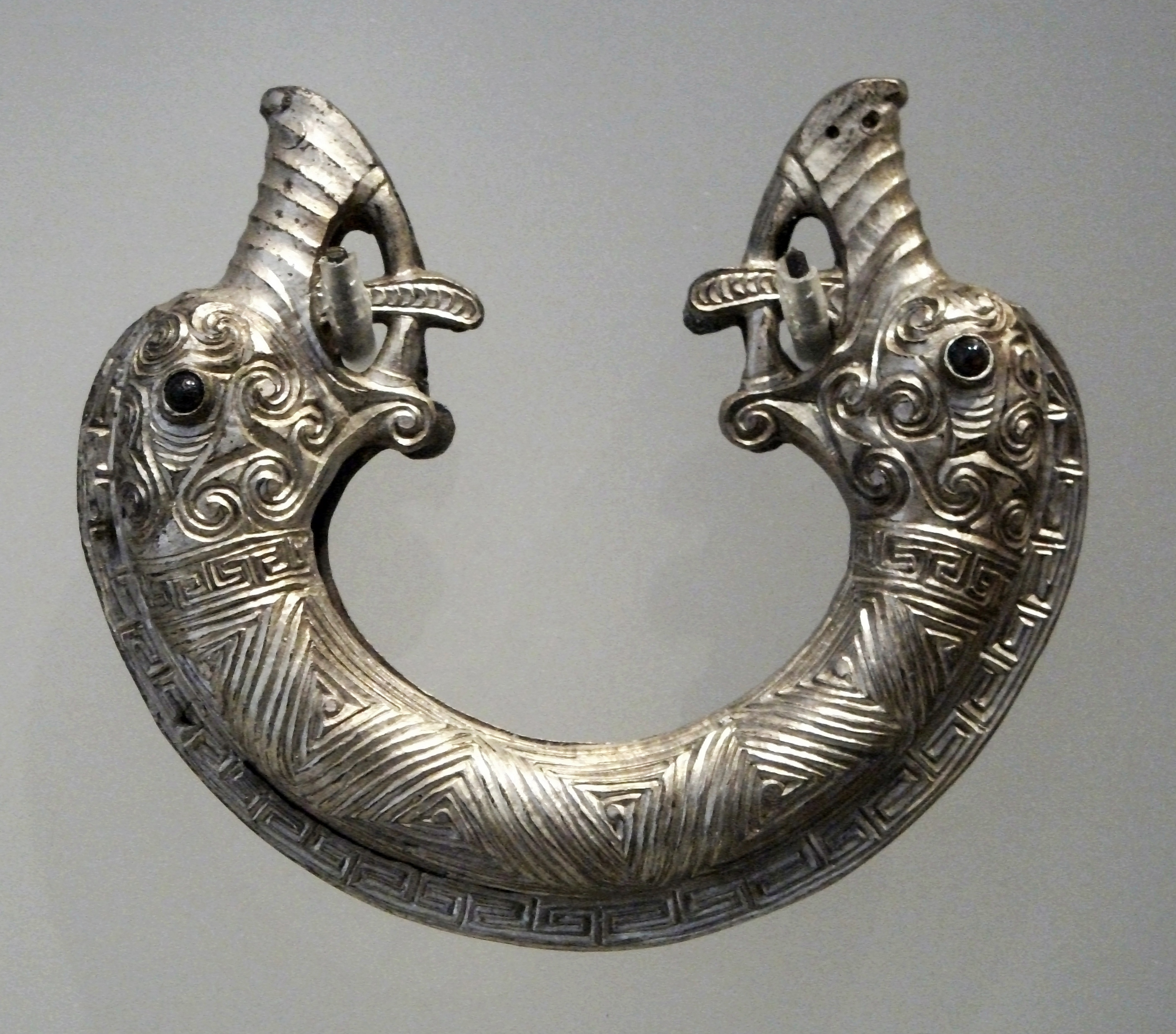
En skidas doppsko från St Ninian's Isle Treasure.

Doppsko är ett beslag, ofta av järn eller kopparlegering som monteras i änden på ett (i allmänhet) avlångt föremål. En doppsko är skålformigt och har som primär uppgift att skydda föremålet mot skada och slitage, exempelvis på spetsen av en käpp. Ordet används även för motsvarande föremål av gummi och plast.
Doppskon kan också ges en sekundär funktion som ett dekorativt element, något som ofta är fallet för doppskor till svärdsskidor och knivslidor.
Ordet "doppsko" är belagt i svenska språket sedan 1714 i betydelsen metallhylsa, men 1553 i betydelsen holk av metall i änden av värj- eller dolkslida.